# Joe Millionaire
Joe Millionaire est une émission de téléréalité américaine diffusée par Fox du 6 janvier au 24 novembre 2003 à la télévision. Elle a connu un grand succès, avec 34,6 millions de téléspectateurs (avec des pointes au-dessus de 40 millions) pour le dernier épisode,.
Elle mettait en scène Evan Marriott, jeune Américain présenté comme un très riche et à la recherche d'une épouse idéale, comme dans l'émission produite l'année précédente The Bachelor, mais qui était en fait un ouvrier de la construction. Après avoir éliminé dix-neuf de ses vingt prétendantes, Marriott devait révéler à la dernière son véritable statut. Si elle acceptait de rester avec lui malgré sa pauvreté, le couple gagnait un million de dollars américains, ce qui fut le cas. Ils se séparèrent peu après. Le concept a été repris en France sous le titre Greg le millionnaire,.
Une deuxième saison, The Next Joe Millionaire, a été tournée en Italie avec 14 participantes anglophones issues d'Europe de l'Est et du Nord, le concept de l'émission étant trop connu aux États-Unis pour y tourner à nouveau. Alors que la première émission avait été un succès inattendu, celle-ci fut un bide décevant pour ses producteurs, avec jamais plus de 9 millions de spectateurs.